# Istituto per le missioni estere di Yarumal
L'Istituto per le missioni estere di Yarumal (in latino Institutum Yarumalense pro missionibus ad exteras gentes, in spagnolo Misioneros javerianos de Yarumal) è una società clericale di vita apostolica di diritto pontificio. I membri di questa società pospongono al loro nome le sigle M.X.Y. o I.M.E.Y.

## Storia
La società venne fondata da Miguel Ángel Builes Gómez (1888-1971), vescovo di Santa Rosa de Osos, che il 29 giugno del 1927 firmò il decreto per l'erezione a Yarumal (Antioquia) di un seminario per la formazione del clero missionario da impiegare per l'evangelizzazione della diocesi e degli altri territori interni della Colombia (le attuali diocesi di Arauca e Mitú).
I primi sacerdoti della società vennero ordinati dallo stesso vescovo Builes il 25 settembre 1938; nel 1970 i missionari di Yarumal iniziarono ad uscire dalla Colombia, alla volta di Bolivia e Venezuela.
La società ricevette il pontificio decreto di lode il 29 ottobre 1939; le sue costituzioni vennero approvate dalla Santa Sede il 20 giugno 1945 e definitivamente il 22 novembre 1957.

## Attività e diffusione
I padri della società si dedicano essenzialmente al lavoro missionario; l'istituto dipende giuridicamente dalla Congregazione per l'evangelizzazione dei popoli.
I missionari di Yarumal sono attivi nelle Americhe (Bolivia, Colombia, Ecuador, Panama, Perù) in Africa (Angola, Camerun, Costa d'Avorio, Etiopia, Kenya, Mali), in Asia (Cambogia, Thailandia); la sede generalizia è a Medellín.
Al 31 dicembre 2005, la compagnia contava 72 case e 265 membri, 187 dei quali sacerdoti.